# Schlacht von Wakefield
St Albans – Blore Heath – Ludlow – Northampton – Wakefield – Mortimer’s Cross – St Albans – Ferrybridge – Towton – Hedgeley Moor – Hexham – Edgecote Moor – Losecote Field – Barnet – Tewkesbury – Bosworth Field – Stoke
Die Schlacht von Wakefield fand am 30. Dezember 1460 in Wakefield, West Yorkshire, England statt und war eine der Hauptschlachten der Rosenkriege. Kontrahenten waren Truppen des Hauses Lancaster, die für König Heinrich VI. und seine Königin Margaret von Anjou eintraten, und die Anhänger von Richard Plantagenet, 3. Duke of York. Auslöser für die Schlacht war der Act of Accord, ein Parlamentsbeschluss, der Richard of York zum Nachfolger von Heinrich VI. gemacht und den eigentlichen Thronerben, Heinrichs Sohn Edward of Westminster, enterbt hätte. Diese Entscheidung stieß auf Widerstand unter den Adeligen des Hauses Lancaster und bei Margaret von Anjou, die daraufhin Truppen gegen Richard von York zusammenzogen. Die Schlacht endete mit dem Sieg des Hauses Lancaster und dem Tod von Richard Plantagenet.

## Vorgeschichte
Mit der gewonnenen Schlacht von Northampton hatte die Partei des Hauses York die Oberhand gewonnen: Die Armee des Hauses Lancaster war besiegt, London in der Hand der Yorkisten, König Heinrich VI. ein Gefangener im Bischofspalast. Margaret von Anjou, die Königin, war mit dem Kronprinzen, Edward of Westminster, nach Wales unter den Schutz von Jasper Tudor geflohen. Margarete hob Truppen in Wales aus und suchte militärische Unterstützung beim schottischen Königshaus.
Richard von York war September 1460, zwei Monate nach der Schlacht von Northampton, aus dem Exil in Irland zurückgekehrt und erhob Anspruch auf die englische Krone. Als Kompromiss beschloss das Parlament am 24. Oktober, mit dem Act of Accord, dass Richard nach Heinrichs Tod ihm auf den Thron folgen würde. Im Oktober gab das Parlament York und seinen Anhängern entzogene Ländereien und Besitztümer zurück, am 8. November wurde Richard als Thronfolger und Protektor von England ausgerufen.
Die Neuregelung der Thronfolge und damit die Enterbung von Heinrichs Sohn Edward traf auf den Widerstand von Königin Margarete, die das Erbe ihres einzigen Sohnes schützen wollte, der damals etwa sechs Jahre alt war. Ferner sammelten sich Unterstützer des Hauses Lancaster in Wales und im Norden Englands, darunter Henry Beaufort, 2. Duke of Somerset, John Clifford, Lord Clifford, Henry Percy, Earl of Northumberland, und andere Adelige aus dem Lager des Hauses Lancaster. In York versammelten sich die Truppen Margarets und der Anhänger des Hauses Lancaster. Ebenfalls in York verkündete Margaret ihren Protest gegen den Act of Accord und bereitete sich darauf vor, gegen London zu marschieren.

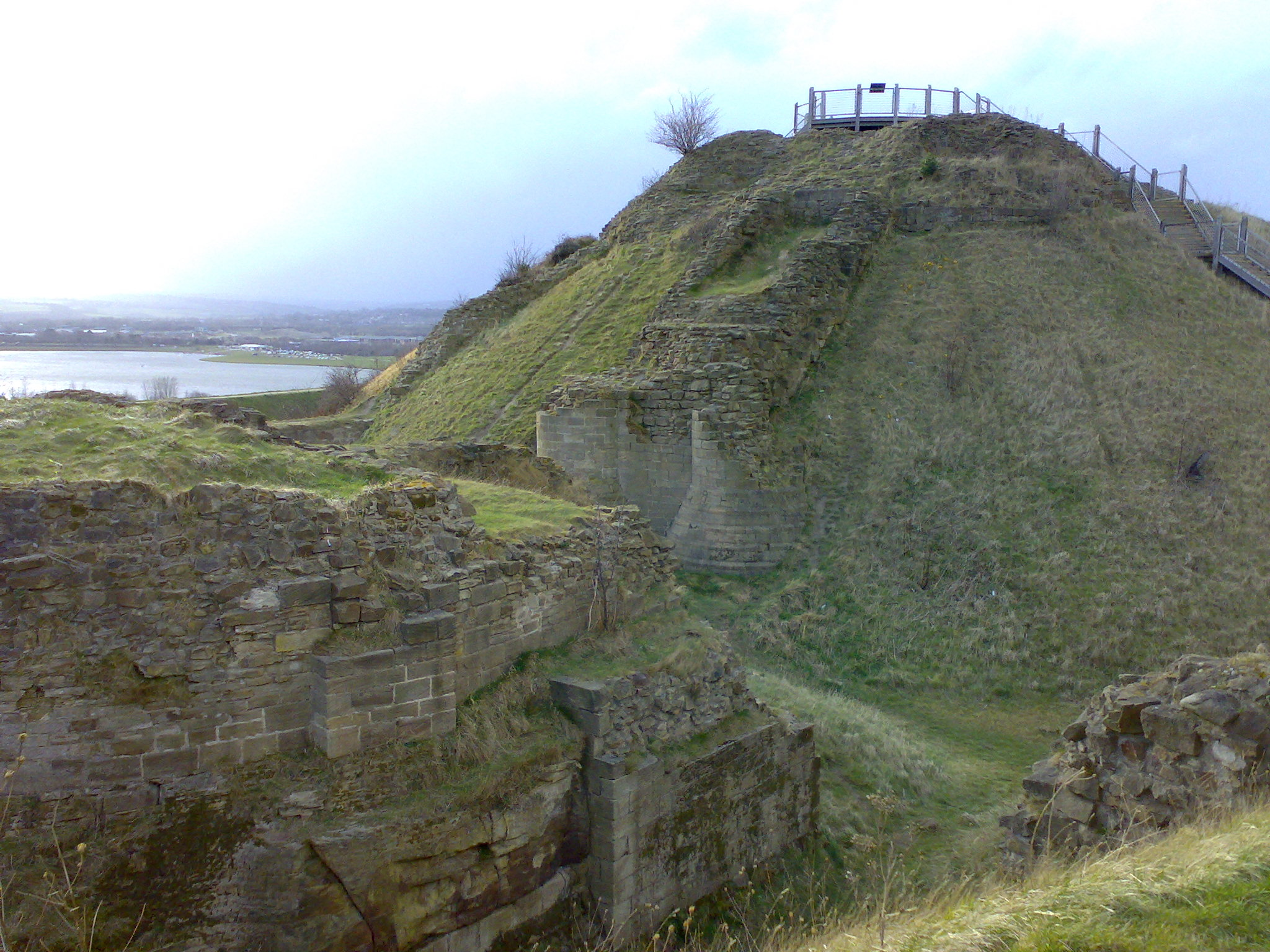
Ruinen von Sandal Castle

Richard von York zog daraufhin zusammen mit Salisbury mit einer Armee von 5.000 bis 6.000 Mann in Richtung Norden, wobei Angaben über seine tatsächliche Truppenstärke variieren. Es wird auch angenommen, dass Richard auf dem Weg weitere Soldaten rekrutierte oder rekrutieren wollte. Richards Armee zog in Richtung Sandal Castle in Yorkshire, einem der Hauptsitze des Hauses York, etwa zwei Meilen westlich von Wakefield. Dort wollte er in guter Verteidigungsposition die Weihnachtszeit abwarten, bis Verstärkung durch seinen Sohn, Eduard, Earl of March, eintraf, der sich noch in Shrewsbury aufhielt.

## Schlacht
Margarete of Anjou war nicht selbst auf dem Schlachtfeld, sondern hielt sich in Schottland auf. Ihre Heerführer waren Henry Beaufort, 2. Duke of Somerset und Henry Percy, 3. Earl of Northumberland. Die Armee der Lancasterianer lagerte um Sandal Castle: Nördlich lagerte der Duke of Somerset mit Thomas Courtenay, Earl of Devon, mit Sir Henry Percy, Earl of Northumberland mit seinen Truppen in der Nähe. Im Westen war Sir Henry Holland, Duke of Exeter, gemeinsam mit einem Kontingent Truppen Somersets unter dem Kommando von Andrew Trollope. Südlich davon lag Sir James Butler, Earl of Wiltshire. John, Lord Clifford, positionierte seine Truppen südlich des Dorfes Sandal Magna, und nordöstlich lagerten die Truppen von Lord Roos. Trotz ihrer Übermacht wagten sie es aber nicht, die Festung anzugreifen, da sie nicht über ausreichende militärische Mittel für eine Belagerung und einen Angriff verfügten. Stattdessen hofften die Kommandeure der Armee, dass sie Richard in eine Schlacht verwickeln könnten, wenn er sich aus seiner Festung herauswagen sollte.
Tatsächlich verließ Richard am 30. Dezember die Sicherheit seiner Festung. Über seine Gründe wird Widersprüchliches berichtet, so dass sie nicht mehr geklärt werden können, weil es zu dieser Schlacht nicht ausreichend überlieferte Quellen gibt. Eine Theorie ist, dass Richard wegen ausgehender Vorräte gezwungen war, eine Ausfalltruppe hinauszuschicken, die angegriffen wurde, und der Richard mit weiteren Truppen zu Hilfe kam, was den Beginn der Schlacht bedeutete. Eine andere Theorie besagt, dass Richard durch verkleidete Soldaten aus dem Lancaster-Lager irregeführt wurde, und in dem Glauben, dass Verstärkung für ihn eingetroffen sei, einen Angriff startete. Andere Theorien wiederum gehen davon aus, dass er besorgt war, dass für Lancaster noch weitere Verstärkung eintreffen würde, oder es wird vermutet, dass Richard of York seine eigene Stärke überschätzte.
Richard of York zog mit seinen Truppen und seinem jüngeren Sohn, dem 17 Jahre alten Edmund, Earl of Rutland, in Richtung der offenen Felder südlich vom Fluss Calder in ein Gebiet namens Wakefield Green, ohne zu bemerken, dass sich Truppen der Lancasterianer im Waldgebiet verbargen. Richards Kämpfer wurden nach und nach von den Flanken der Lancaster-Truppen umzingelt und schließlich überwältigt. Ungefähr die Hälfte der York-Truppen fiel in dieser Schlacht. Der Earl of Salisbury, der mit einem Teil der York-Truppen in der Festung verblieben war, kam schließlich Richard zu Hilfe, konnte aber den Verlust der Schlacht nicht mehr abwenden.
Der Duke of York wurde in der Schlacht getötet. Sein Sohn wurde mit seinem Tutor, Sir Robert Aspall, vom Schlachtfeld geschickt, konnte aber nicht entkommen und wurde ebenfalls getötet. Salisbury wurde gefangen genommen und am nächsten Tag in Pontefract Castle öffentlich hingerichtet. In der Schlacht fielen ferner einige der erfahrensten militärischen Anführer der Yorkisten.

## Konsequenzen

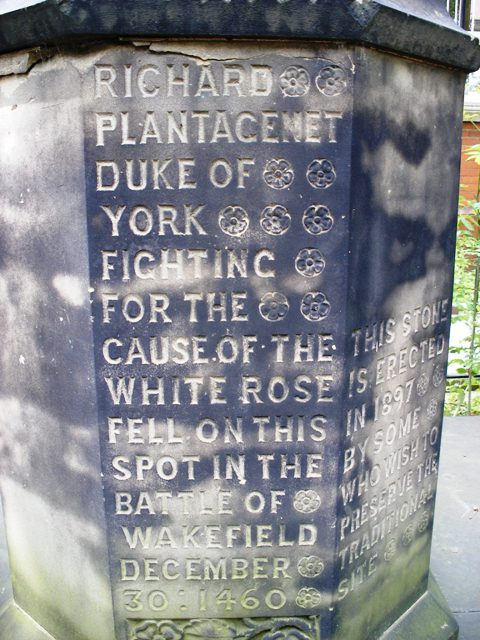
Monument für Richard of York

Nach der Schlacht wurden die Köpfe des Duke of York, seines Sohnes Edmund und des Earl of Salisbury auf Pfähle gespießt und in York zur Schau gestellt. Der Duke trug eine Krone aus Papier und ein Schild, auf dem stand: „Lasst York die Stadt York überblicken.“
Die Schlacht brachte keine Entscheidung der Rosenkriege zustande, denn London und der König blieben weiterhin unter der Kontrolle des Earl of Warwick. Durch den Ausgang der Schlacht wurde Yorks ältester Sohn Eduard der Yorkistische Thronanwärter. Der noch junge Eduard sollte sich noch als ausgezeichneter Schlachtenführer und Politiker erweisen und später als König Eduard IV. England regieren.

## Monument
Eduard errichtete später am Schlachtfeld von Wakefield ein Monument zum Gedenken an seinen Vater, das bis zum Bürgerkrieg Ende des 17. Jahrhunderts Bestand hatte. 1897 errichteten Einheimische ein neues Monument aus Stein, das auf dem Gelände der örtlichen Schule steht und bis heute besichtigt werden kann.